# 佐々木達治郎
佐々木 達治郎（ささき たつじろう、1894年（明治27年）8月25日 - 1973年（昭和48年）10月19日）は、日本の陸軍軍人、物理学者。最終階級は陸軍少将。理学博士。

## 経歴
岡山県西北条郡津山町 （現津山市）出身。佐々木清十郎の長男として生まれる。津山中学校（現岡山県立津山中学校・高等学校）を経て、1915年（大正4年）5月、陸軍士官学校（27期）を卒業し、同年12月、砲兵少尉に任官し野砲兵第13連隊付となる。1918年（大正7年）11月、陸軍砲工学校高等科（24期）を卒業。野砲兵第11連隊大隊副官を経て、1919年（大正8年）9月から1922年（大正11年）3月まで陸軍派遣学生として東京帝国大学理学部物理学科で学んで卒業した。
1922年8月、野戦重砲兵第8連隊付となる。1923年（大正12年）4月、東京帝大航空研究所員に就任。同年10月から1925年（大正14年）4月まで、欧米出張（イギリス留学）。この間、1924年（大正13年）8月、砲兵大尉に昇進。1928年（昭和3年）8月、兵科を航空兵に転科し航空兵大尉となり陸軍航空本部員を兼務した。1929年（昭和4年）12月27日、東京帝国大学から理学博士が授与された。1931年（昭和6年）8月、航空兵少佐に進んだ。1932年（昭和7年）4月、東京帝国大学教授（航空研究所員）に就任。1935年（昭和10年）7月、航空兵中佐に昇進。1936年（昭和11年）11月から東京帝大工学部（力学講座）を兼務した（1944年9月まで）。1938年（昭和13年）3月、航空兵大佐に進んだ。1941年（昭和16年）8月に陸軍少将へ進級し、同月、予備役に編入された。
1945年（昭和20年）12月、航空研究所官制が廃止され航空研究所員を失職。1946年（昭和21年）3月、東京帝大教授を依願免本官となる。同年4月、財団法人計数研究所員に就任。1952年（昭和27年）9月、統計数理研究所長に就任し、1956年（昭和31年）10月に病気で休職し、1958年（昭和33年）3月まで所長に在任した。

## 研究分野
応用数学、航空力学、航空計器、計算機械を専攻分野とした。航空力学についての論文を多数発表している。航空計器の開発で特許を取得し、日本初の連立一次方程式解読のアナログ型計算機を開発した。

## 著作
- 『流体力学』共立社、1937年。
- 『航空物理学』共立社、1939年。
- 『航空計器』工業図書、1939年。
- 『等角写像の応用』冨山房、1939年。
- 『航空流体力学』共立出版、1944年。
- 『完全流体の流体力学』金原出版、1954年。
- 『工業数学』金原出版、1955年。

共著
- 玉野光男との共著『空気力学実験法』河出書房、1941年。